# ナンバン国立公園
ナンバン国立公園（Nambung National Park）は、オーストラリア西オーストラリア州ウィートベルト地域にある国立公園である。西オーストラリア州の州都パースの200 km北西、小さな海岸沿いの町サバンティーズの17 km南に位置する。この公園には「ピナクルズ」（ pinnacles ）と呼ばれる石灰岩の奇岩群があるピナクルズ砂漠がある。
このナンバン国立公園の名前は、オーストラリア先住民族アボリジニの言葉で、おそらく「曲がる・ねじまがる」という意味の言葉を由来としている。この名前は、1938年にナンバン川に初めて名付けに使われた。この川は、この公園を経由し、石灰岩の中のナンバン洞窟からは地下を流れインド洋に注ぐ。この土地には、ヨーロッパの人々が来る前からYuedの人々が土地を伝統的に管理していた。
この公園は、砂漠の他、海岸や花が咲く場所など様々な場所がある。Lake Thetisの北側では、微生物、特にシアノバクテリアが作ったストロマトライトのようなen:Thromboliteがみられる。化石化したThromboliteの多くは、36億年も昔の物である。「 Pinnacles Desert Discovery Centre 」では、この地域の歴史的文化的な価値を解説する展示が行われている。

## ギャラリー

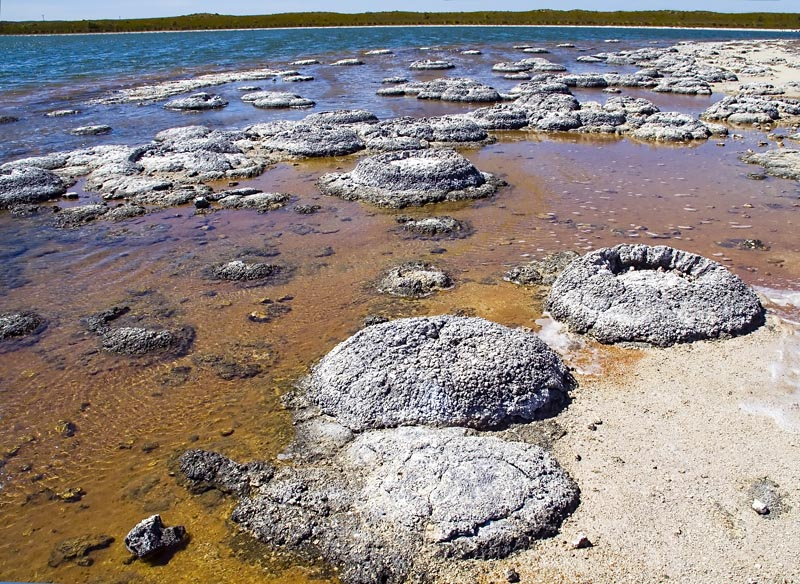
Thromboliteの造形物
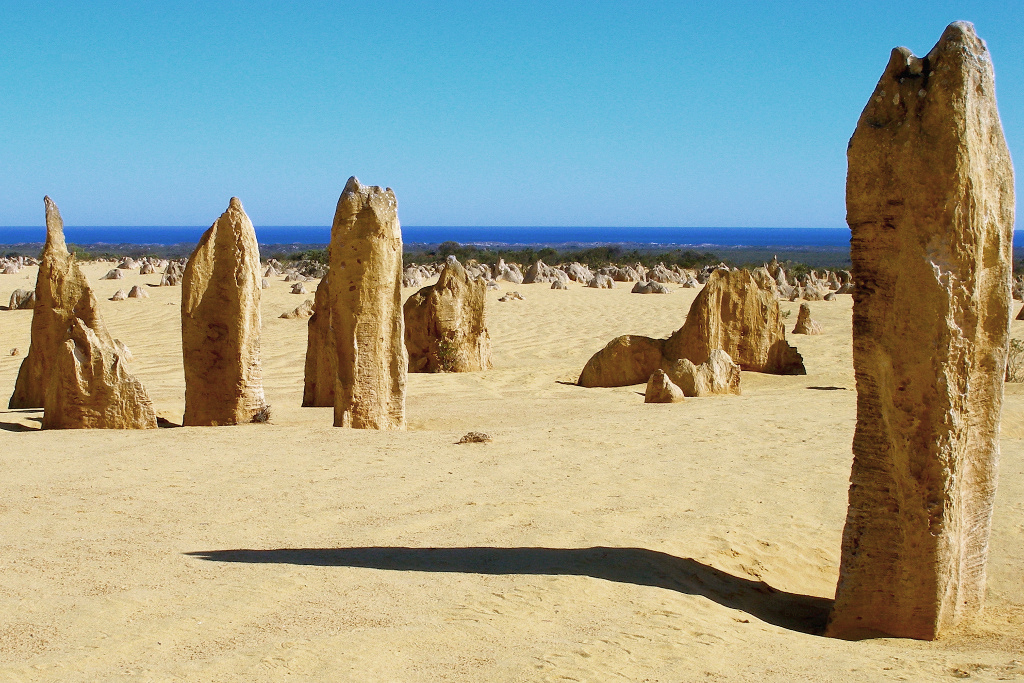
インド洋を背景にしたピナクルズ奇岩群
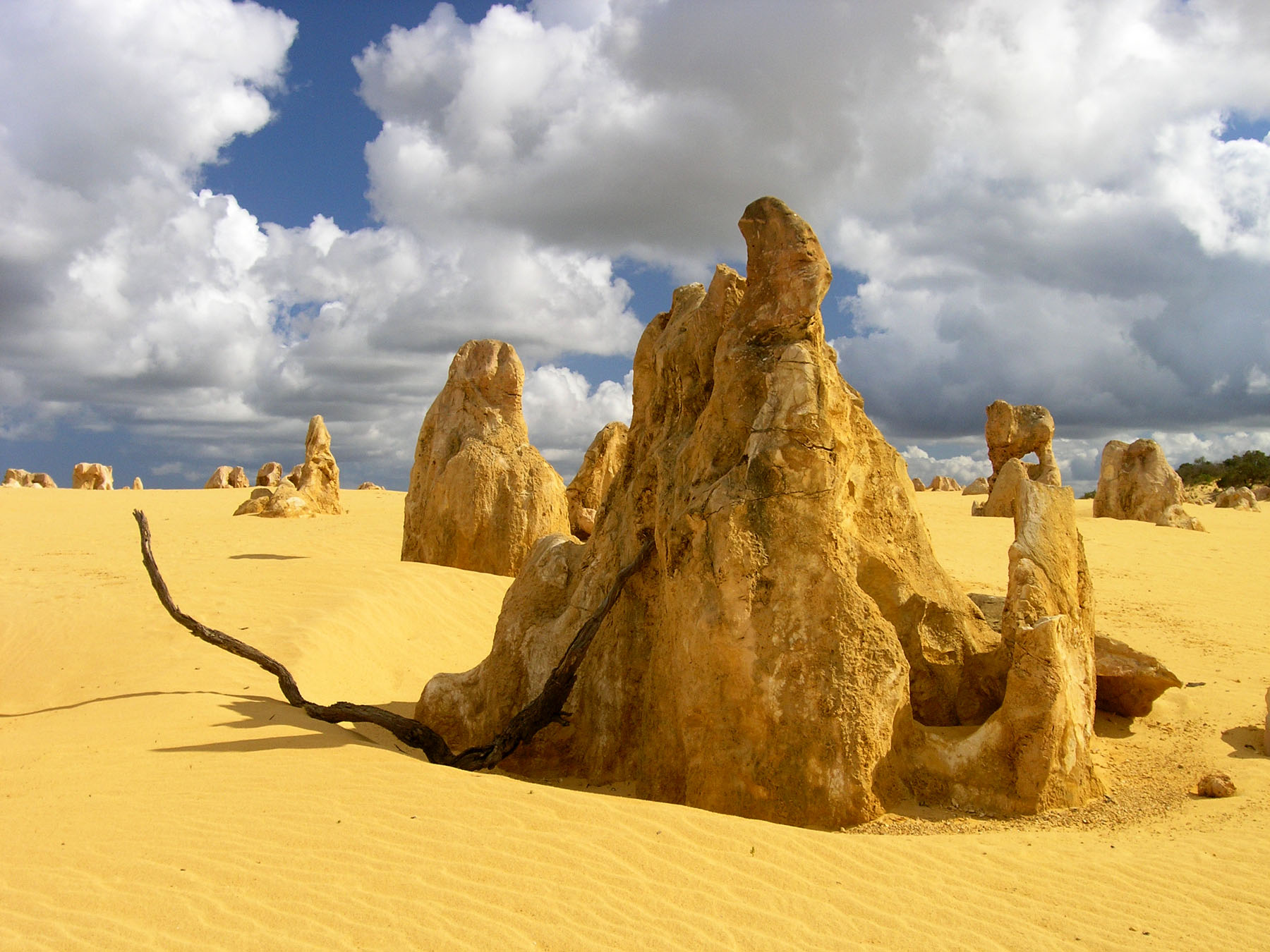
ピナクルズ
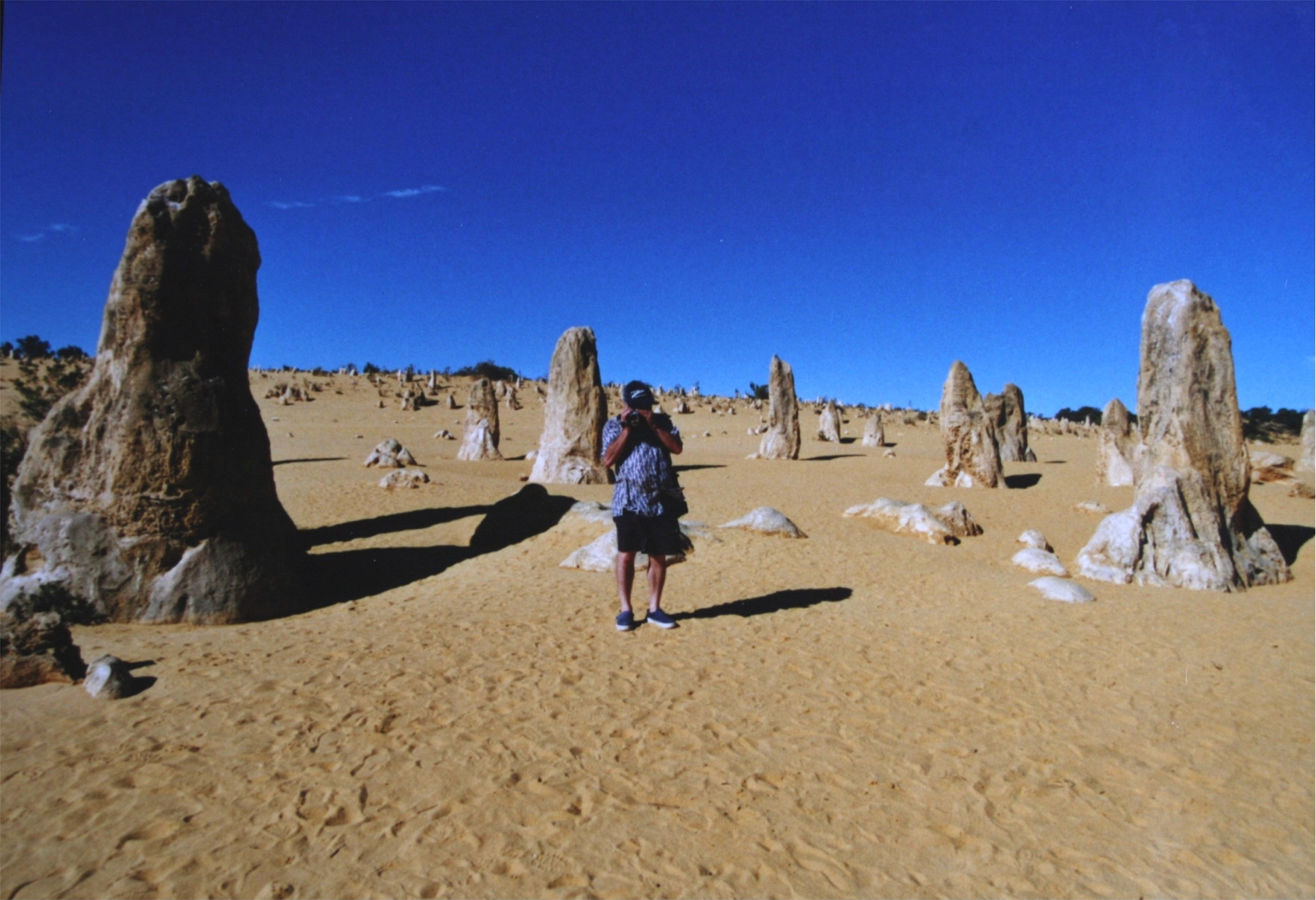
ピナクルズ

## 歴史
ヨーロッパ人が最初に訪れたのは、1658年である。ドイツの地図に記録が残っている。1820年の探検家 Phillip Parker King の旅行記にも記されている。砂漠のエリアは1934年に至るまで比較的未知のエリアであった。国立公園になったのは、それまで別々に準備されていた三つのエリアを統合し、1994年7月に指定された。